# ダグ・サーム
ダグ・サーム（Doug Sahm、1941年11月6日 - 1999年11月18日）はアメリカ合衆国・テキサス州サンアントニオ出身のミュージシャン、シンガーソングライターである。彼はテハノミュージック（テックスメックスミュージック）、テキサスの音楽の主要なアーティストのひとりとして知られる。サンアントニオのコンフント、ブルースのシーン、そして後のサンフランシスコのヒッピーのシーンでの経験が、彼の多様な音楽をブレンドしたサウンドの形成に影響を与えた。そのサウンドで、彼は1970年代にオースティンに進出し、成功を収めている。
彼は1955年にリトル・ダグ名義でレコーディング・デビューを果たしている。1965年にはヒューイ・P・モーがサーム・アンド・ザ・サー・ダグラス・クインテットの「She's About A Mover」をプロデュースした。アトランティック・レコードはサームと契約し、彼のソロ・デビュー作『Doug Sahm And Band』を1973年にリリースした。
1989年、サームはオーギー・マイヤーズ、フレディ・フェンダー、フラコ・ヒメネスとスーパーグループ、テキサス・トルネードスを結成した。彼らの活動は成功を博し、リリースした作品の一つでグラミー賞も受賞した。
1999年、サームは休暇旅行中に死去した。

## 来歴

### 幼少期とキャリア初期
サームは、1941年11月6日、テキサス州サンアントニオに生まれた。父親はヴィクター・A・サーム・シニア、母親はヴィヴァ・リー（旧姓はグッドマン）であった。サーム家は20世紀初頭ドイツからアメリカに移住し、テキサス州ガルヴェストンに定住した。サームの祖父母、アルフレッドとアルガはテキサス州シボロ近郊に農場を所有していた。アルフレッドはミュージシャンで、サーム・ボーイズというポルカ・バンドでプレイした。世界恐慌の中、サームの両親はサンアントニオに移住し、父親ヴィクターはケリー・フィールド空軍基地に勤務した。
サームは5歳の頃に歌い始め、6歳でスティール・ギターを始めている。同年、彼はサンアントニオのラジオ局KMACに出演し、サンズ・オヴ・パイオニアーズの「Teardrops In My Heart」を演奏した。彼はスティール・ギターの神童と考えられていた。彼の母親は彼を地元の音楽学校に入れたものの、彼の教師は間もなく匙を投げた。教師の説明では、サームは既に耳で音楽を聴いてプレイしていて、楽譜の読み方を教えることができなかったという理由であった。サームは、彼の叔父がチャーリー・ウォーカーと共同で所有していた地元のクラブ、ザ・バーンに度々出演するようになった。8歳になった頃には、彼はフィドル、マンドリンも弾くようになっており、ルイジアナ・ヘイライドに「リトル・ダグ」の名前で出演するようになった。彼はまたハンク・ウィリアムズ、ファロン・ヤング、ハンク・トンプソンらともステージで共演した。13歳のとき、彼はグランド・オール・オプリでコマを持つよう提案されたものの、母親は学校を卒業することが先としてこれを断った。
1953年、サームはオーギー・マイヤーズの母親が経営する食料品店で野球カードを購入した際にマイヤーズと知り合い、友達になった。マイヤーズとサームは一緒にバンドを結成しようと話し合ったものの、両者とも既に参加しているグループがあったため、実現はしなかった。マイヤーズはアコーディオン、ピアノ、リズム・ギターを弾きこなしていた。サームは黒人層が多く住むサンアントニオのイーストサイドで育った。彼は近所のブルース・バー、イーストウッド・カントリー・クラブに出演していたT-ボーン・ウォーカーを始めとするブルース・アーティストたちの演奏を自宅から聴いていた。近所に住んでいたホーマー・キャラハンがサームにハウリン・ウルフ、ロンサム・サンダウン、ファッツ・ドミノ、ジミー・リードを始め、アトランティック・レコード、エクセロ・レコードのレコードを彼に聞かせてくれた。

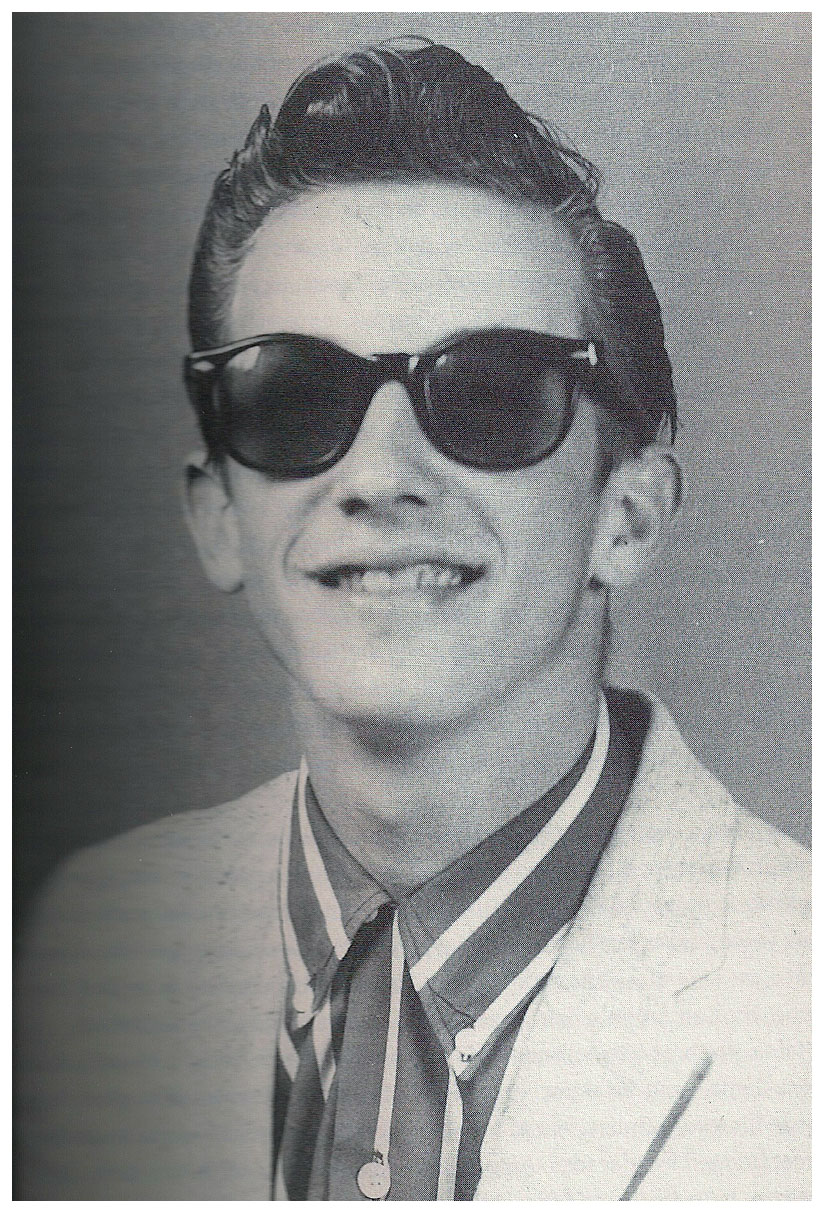
サングラスをかけた高校時代のポートレート写真（1958年頃）

1955年、プロデューサーのチャーリー・フィッチがサームのリトル・ダグ名義のデビュー・シングルをサーグ（Sarg）・レコードからリリースした。曲は「A Real American Joe」（B面「Rollin' Rollin'」）であった。同年、サームは初めてのバンド、ザ・キングスを結成。1年後の学校での彼らのコンサートは、サームがエルヴィス・プレスリーを真似た腰振りパフォーマンスをやったところで、校長に寄って中止させられたものの、講堂を後にした生徒たちはサームの家に向かい、そこでバンドの演奏を聴き続けた。サームはカントリー・ミュージックをプレイし続け、アドルフ・ヘフナーの共演者だったフィドラーのJ.R.チャットウェルが彼に手ほどきをした。
サームは10代の頃にレフティ・フリーゼル、ハウリン・ウルフ、ロンサム・サンダウン、エルヴィス・プレスリー、リトル・リチャード、T-ボーン・ウォーカー、フロイド・ティルマン、そしてサンアントニオのジョニー・オーウェンやリッキー・アギーレといった人たちの影響を受けた。
サームは、ウェストサイドのテナー・サクソフォーン奏者エラクレオ"ロッキー"モラレスをバンドに加え、サンアントニオのナイトクラブ・サーキットで成功を収めた。彼らの演奏したのは、サンアントニオの特徴的なサウンドであるウェストサイド・サウンドで、カントリー、コンフント、リズム・アンド・ブルース、ポルカ、ロックンロールといった複数のジャンルを混ぜ合わせたものであった。一方、サームはブルース・ギタリストのジミー・ジョンソンのバンドでも週に6回ステージに立った。サクソフォーン奏者のスポット・バーネットは、彼をエボニー・リズム・アンド・ブルース・クラブでのギグでプレイするよう誘っている。
サームは、ファラオス、デル・キングス、マーケイズと3つのバンドでフロントを務めた。彼はファラオスとともにシングル「Crazy Daisy」（1959年）、「Why Why Why」（1960年）をレナー・レコードからリリース。後者はローカル・ヒットとなっている。サームはこの年高校を卒業した。続く「Crazy Crazy Feeling」（1960年）もヒットとなっている。リリースは「Just A Moment」（1961年）、「Lucky Me」（1963年）と続いた。1964年までに、レナー・レコードはサームとの契約を解除しており、彼はヒューイ・P・モーに契約を持ちかけている。シュガーヒル・レコーディング・スタジオのオーナーだったモーはデイル&グレイスとバーバラ・リンで既に成功をしており、彼のこの提案を断っている。

### サー・ダグラス・クインテット

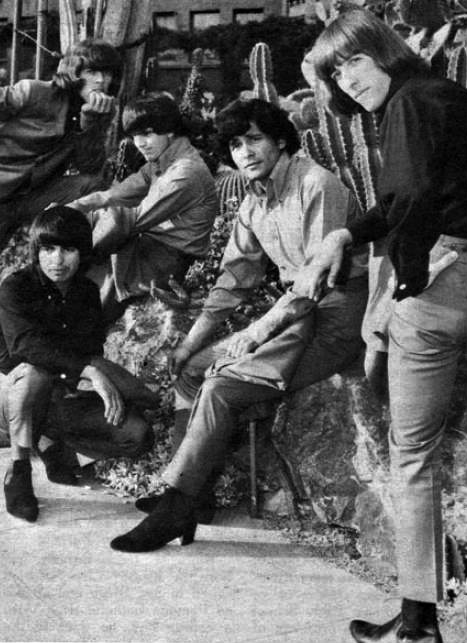
サー・ダグラス・クインテット（1965年、右側にいるのがサーム）

ヒューイ・P・モーは、1960年代に音楽チャートに登場した音楽を多くプロデュースしていたが、ビートルマニアとブリティッシュ・インヴェイジョンの影響により、彼のレコードは売れなくなっていた。ビートルズ・サウンドの成功の秘訣を探るべく、モーは彼らのレコードを何枚か購入し、サンアントニオのウェイフェアラー・ホテルに3部屋を借りた。彼は調査の過程で香りづけされたサンダーバード・ワインを1ケース飲み干した。モーはビートルズの曲はトラディショナルなトゥー・ステップのケイジャン・ミュージックと共通性があると感じた。彼はサームを呼びつけ、彼にそのスタイルを踏襲した曲を書くように要請し、彼には髪を伸ばすように言った。
サームとマイヤーズは、それぞれ別のバンドでデイヴ・クラーク・ファイヴのサンアントニオ公演の際にオープニング・アクトとしてステージに立った。サームはマーケイズとともに出演、マイヤーズはゴールデンズとステージに立っている。マイヤーズによると、モーがサームをレコーディングすることに興味を示したのは、コンサートにおける彼らのステージ・パフォーマンスによるものだという。
サームはマイヤーズ（キーボード）、フランク・モリン（サクソフォーン）、ハーヴィー・ケイガン（ベース）、ジョニー・ペレス（ドラムス）というメンバーでバンドを結成した。ビートルズの「She's A Woman」を参考にしながら、サームは彼らのスタイルとテハノミュージックのサウンドの特徴を混ぜ込んだ曲を書いた。サームはその新しく書いた曲を「She's A Body Mover」と名付けた。モーは彼からその曲を25ドル(2023年時点の$200と同等)で買ったものの、このタイトルではエアプレイは期待できないと考えた。そこで彼はタイトルを「She's About A Mover」に変更した。この曲は1965年にトライブ・レコードからリリースとなった。アーティスト名は「サー・ダグラス・クインテット」だったが、これはブリティッシュ・インヴェイジョンの成功に乗って儲けようとモーが考えついたイギリス風の名前であった。
バンドの当初の広報用写真はラテン系のメンバー、フランク・モリンとジョニー・ペレスの外見を隠すためにシルエットでの撮影となった。「She's About A Mover」はBillboard Hot 100の13位を記録、イギリスのシングル・チャートでも15位になった。この曲のヒットにより、サー・ダグラス・クインテットはツアーに出て、ビートルズとビーチ・ボーイズのオープニング・アクトを務めることとなった。彼らはテレビ番組のハラバルーに出演、ホストのトリニ・ロペスがこのバンドの本当の出身地を番組の中で明らかにした。クインテットはジェームス・ブラウンとともにアメリカを、そしてビーチ・ボーイズとローリング・ストーンズとともにヨーロッパをツアーした。
ボブ・ディランは1965年、ニューヨークでサームと会ったあとのインタビューで、サー・ダグラス・クインテットはラジオで商業的な成功を収めることができるのではないかと語った。ディランとサームは、サー・ダグラス・クインテットのイギリス・ツアー中にロンドンで再会している。
1965年12月、ツアー中のテキサス州コーパスクリスティの空港に到着した際、サームとモリンは大麻所持の容疑で逮捕された。保釈金は1500ドル (2023年時点の$14,500と同等)に設定された。サームはサンアントニオの彼の家族から金を送ってもらった。彼らは、必要な移転税を支払うことなく大麻を受け取り隠し持っていた容疑について有罪を認めた。レイナルド・ゲラ・ガルサ判事は1966年3月から5年間の監視付き保護観察処分を言い渡した。これにより、サームは州外に出られない状況となったが、翌年保護司がテキサス州外に出ることを認めると、彼は、妻と子どもを連れてカリフォルニア州に移住することを決断した。

### カリフォルニアへの移住とテキサスへの帰還
サームはカリフォルニア州サリナスに移住し、サンフランシスコの拡大するヒッピー・シーンに関わるようになった。彼はカリフォルニアでモリンとともに活動を再開し、地元のミュージシャンを加えてサー・ダグラス・クインテットを再結成する。
一方、サームはサンフランシスコにおいて、ヘイト・アシュベリー地域でプレイするミュージシャンたちと親交を深め、フィルモア、アヴァロン・ボールルームなどでプレイするようになった 。そのような中、音響エンジニアのダン・ヒーリーを通じてサームはジェリー・ガルシアと出会い、親しくなった。サー・ダグラス・クインテットはオークランドでグレイトフル・デッドのオープニング・アクトを務め 、1966年10月にはジャニス・ジョプリンをフィーチャーしたビッグ・ブラザー&ザ・ホールディング・カンパニーと共演した。
1968年にはアルバム『Sir Douglas Quintet+2=Honkey Blues』（1968年）をスマッシュ・レコードよりリリースするが、当初のクインテットのサウンドと比較して欠けているものがあるとの評価を受けた。サームは、これを受けてマイヤーズらクインテットの他のメンバーをカリフォルニアに呼び寄せた。
グレイトフル・デッドの弁護士、ブライアン・ローハンの支援を得て、サームはマーキュリー・レコードとその関連レーベルと契約した。1968年12月、サームは息子のショーンとともにローリング・ストーン誌の表紙を飾った。彼とテキサスのミュージシャンがカリフォルニアにやって来たことについて、同誌は「ローン・スター・ステートへのトリビュート：土地を奪われたテキサスの男たちと母親たち」と題した特集を組んだ。雑誌の写真撮影の際、サームは息子を連れて行き、自身が幼い頃にハンク・ウィリアムズと撮った写真を再現するかのように、息子を膝の上に座らせた 。1969年、マイヤーズも加わる形で『Mendocino』のレコーディングが行なわれた。同作のタイトル・トラックはBillboard Hot 100の27位を記録した。

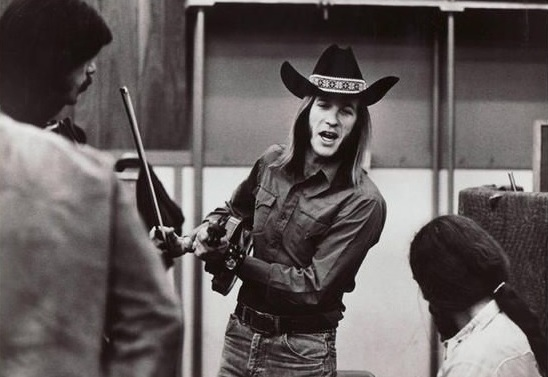
アトランティック・レコードのレコーディング・セッションにて（1972年）

サームは1971年、カリフォルニアを後にし、サンアントニオに帰った。彼は同年、サー・ダグラス・クインテットとともに作ったアルバム『The Return Of Doug Saldaña』をリリース。「Saldaña（サルダーニャ）」はスペイン語圏の姓であり、サンアントニオのメキシコ系の人々（チカーノ）が彼に与えたニックネームであった。アルバムに収録された「Wasted Days And Wasted Nights」のカバーは、この曲のオリジナルを歌ったフレディ・フェンダーのキャリアを再び勢いづかせるきっかけとなった。同年、ローリング・ストーン誌は再びサームを表紙にし、チェット・フリッポによる彼のインタビューを掲載した。
サームは同年、ヒッピー・シーンが拡大するオースティンに移住。同地のアーマディロ・ワールド・ヘッドクオーターズとソープ・クリーク・サルーンに出演した。1972年、彼はサー・ダグラス・クインテットを解散した。同年、
サームはクリス・クリストファーソン主演の映画『Cisco Pike』 にカメオ出演している。彼は映画の中の曲「Michoacan」を歌っているが、ラジオ局はこの曲が大麻について歌っていることからかけるのを拒否した。
1972年、ジェリー・ウェクスラーはサームをアトランティック・レコードに新設されたプログレシヴ・カントリーの部門と契約させた。1972年10月、サームはボブ・ディラン、ドクター・ジョン、デイヴィッド・"ファットヘッド"・ニューマン、フラコ・ヒメネス、デイヴィッド・ブロムバーグ、ケニー・コセックといった面々をゲストに迎え、ニューヨークで『Doug Sahm And Band』をレコーディングした。このアルバムのレビューは賛否両論に分かれ、売り上げもビルボードのトップ200で125位と芳しくなかった。1973年2月、サームはウィリー・ネルソンの『Shotgun Willie』のニューヨークでのレコーディングに自身のバンド・メンバーとともに参加し、フィーチャーされている。サームはまた、グレイトフル・デッドのレコーディング・セッションにも参加している。1973年、彼は『Doug Sahm And Band』のレコーディング・セッションからの未発表曲で構成された『Texas Tornado』をリリースした。アトランティックは同年、カントリーの部門を閉鎖した。翌年、彼の次作アルバム『Groover's Paradise』はワーナー・レコードからリリースされた。ここには元クリーデンス・クリアウォーター・リバイバルのダグ・クリフォードとステュ・クックがフィーチャーされている。テキサス・マンスリー誌はこのアルバムについて、「オースティンの肩の凝らないヒッピーのメッカとしての気楽さを捉えている」と評した。アルバムのプロモーションのためのツアーに出たサームは、初めてカーネギー・ホールでのコンサートを行なっている。
サームのレコードの売り上げは下降の一途をたどり、彼はオースティンのクラブ・シーンを除き、コンサートを行なうことは稀となっていった。1975年には、13thフロア・エレベーターズのフロントマンだったロッキー・エリクソンがラスク州立病院から退院すると、サームは彼の作品のプロデュースをした。1976年、サームは再びヒューイ・P・モーと組み、『Texas Rock For Country Rollers』をリリースしている。ボーカルの他、サームはリード・ギター、フィドル、ピアノをプレイした。この作品にはマイヤーズも参加し、ピアノとオルガンをプレイした。同年、彼はオースティン・シティ・リミッツのファースト・シーズンの5回目に出演している。1979年には、彼は『アメリカン・グラフィティ2』へのカメオ出演を果たした。

### 1980年代、テキサス・トルネードス、そして1990年代
サームは1980年代に入ると2枚のアルバムをタコマ・レコードより立て続けにリリースした。一つはソロ・アルバム『Hell Of A Spell』（1980年）であり、もう一つはサー・ダグラス・クインテットの『Border Wave』（1981年）であった。ニュー・ウェイヴ・ミュージックが広がりを見せるとともにクインテットが再評価され、エルヴィス・コステロのアトラクションズがオルガンをフィーチャーしたサウンドを展開する状況において、サームはクインテットを再結成したのであった。サームとサー・ダグラス・クインテットは、続いて1983年、スウェーデンのレーベル、ソネットと契約をした。同年のアルバム『Midnight Sun』はスウェーデンで5万枚を売り上げ、その他スカンジナビア地域で更に5万枚が売れ、スウェーデンのチャート、トプリストンの27位を記録した。ここからのシングル「Meet Me In Stockholm」もヒットとなっている。『Midnight Sun』とそれに続くレーベル2作目『Rio Medina』は米国でレコーディングされている。サームとサー・ダグラス・クインテットはスカンジナビアをツアーし、オランダでも公演を行なった。バンクーバーの友人を訪ねた後、サームは1985年までにカナダに移住しているが、サウス・バイ・サウスウエスト・フェスティバルに出演するために彼は毎年オースティンに戻っていた。彼は1987年、オースティンでザ・テキサス・マヴェリックスを結成している。メンバーは、アルヴィン・クロウ（フィドル）、スピーディー・スパークス（ベース）、ジョン・リード（ギター）、アーニー・デュラワ（ドラムス）といった面々であった。サームは別名のサム・ドッグ名義でボーカルを取り、彼、バンドともにレスリング用のマスクを着用していた。一方、カナダでは、サームはエイモス・ギャレット、ジーン・テイラーと組み、『The Return of the Formerly Brothers』をレコーディングした。このアルバムは1989年のジュノ・アワードの最優秀ルーツ&トラディショナル・アルバム賞を受賞している。
1989年9月、サームは米国リリースのソロ作としては久々となる『Juke Box Music』をアントンズ・レコードからリリースした。1980年代末頃には、彼はしばしばオースティンのナイトクラブ、アントンズでプレイしており、アルバムのレコーディングにもクラブのハウス・バンドを使っている。
同じ1989年、サームはマイヤーズ（オルガン、ボーカル）を始め、フレディ・フェンダー（ギター、ボーカル）、フラコ・ヒメネス（アコーディオン、ボーカル）とともにテキサス・トルネードスを結成した。このグループはロック、カントリー、コンフント、ブルースといった音楽をミックスしたテックスメックス・サウンドを展開した。ワーナー・ブラザースが彼らとレコーディング契約をし、1991年に『Texas Tornados』がリリースとなった。このアルバムはビルボードのカントリー・アルバム・チャートで5位を記録した。更にグラミー賞の最優秀メキシカン・アメリカン・アルバム賞も受賞している。このアルバムのスペイン語で歌われたバージョン『Los Texas Tornados』も同時に発売された。彼らはアルバム・リリース後ヨーロッパ、日本をツアーしている。テキサス・トルネードスはウィリー・ネルソンとともに、ビル・クリントン大統領の最初の就任式典に出席している。彼らはワシントンD.C.滞在中、ザ・モールのイベント、その他周辺の会場でプレイした。
1994年、サームとマイヤーズは新たなバージョンとなるサー・ダグラス・クインテットを結成した。このバンドには、ギターにサームの息子ショーンが、ドラムスには同じく息子のシャンドンが入った。彼らは同年『Day Dreaming At Midnight』をリリース。サームは続いて、アントンズで共演したメンバーを集めてザ・ラスト・リアル・テキサス・ブルース・バンドを結成した。メンバーはロッキー・モラレス（テナー・サクソフォーン）、ソース・ゴンザレス（ハモンド・オルガン）、マイヤーズ（ピアノ）、デニー・フリーマン（ギター）、デレク・オブライエン（ギター）という面々で、スタジオ・アルバム『The Last Real Texas Blues Band Featuring Doug Sahm』をアントンズからリリースした。このアルバムではT-ボーン・ウォーカー、ローウェル・フルソンなど、ブルースのスタンダード曲を多く取り上げている。このアルバムはグラミー賞の最優秀トラディショナル・ブルース・アルバム賞にノミネートされた。
サームとテキサス・トルネードスの持ち歌「A Little Bit Is Better Than Nada」は1996年の映画『ティン・カップ』に使用された。1998年、サームはザ・ゴーズ（The Gourds）を迎えて『Get A Life（S.D.Q. 98'）』をレコーディングした。この年、彼はラテン音楽のスーパーグループ、ロス・スーパー・セヴンに参加している。1999年になると、ダラスの歌手エド・バールソンを聴いて感激し、サームは新しいバンドを結成。メンバーはビル・カーチェン（ギター）、トミー・デタモアとクレイ・ベイカー（スティール・ギター）、そしてアルヴィン・クロウ（フィドル）であった。サームはテキサス州フローレスヴィルのチェリー・リッジ・スタジオを押さえ、バールソンのデビュー・アルバム『My Perfect World』のレコーディングをしている。この同じバンドを使い、スタジオのブッキングを延長し、サームは1999年7月から8月にレコーディング・セッションをいくつか行なっている。

## 私生活
サームは1961年のクリスマス・パーティーでヴァイオレット・モリスと出会った。当時モリスは百貨店のモンゴメリー・ワードの幹部秘書として働いていた。彼らは1963年に結婚。モリスには以前の婚姻からの子どもが3人おり、1964年彼女はドーン・サームを出産した。サームは妻と4人の子どもたちの養育の責任があったため、徴兵から除外された。彼の長男ショーンが1965年に生まれ、次男のシャンドンは1969年に生まれている。
1973年、サンアントニオのメキシコ料理店、ラ・ロサを訪れた際、サームは警察に取り押さえられ、麻薬の所持を疑われて身体や自動車、同行者が捜索された。自動車が捜査された際、彼のフィドルが壊されてしまった。手錠をかけられた後も、サームは抵抗を止めなかったため、警察官たちに殴打された。彼は、公衆の場で酒に酔っていた容疑で逮捕された。サームは市当局に対して訴えを起したが、裁判は1973年6月に棄却された。この頃ヴァイオレットはサームの数々の不倫によって結婚生活に不満を持っており、彼が逮捕された後彼らは離婚した。
サームは大の野球ファンとして知られた。彼はいくつかのチームを追っており、何年もの間、彼らのトレーニング・キャンプを見に足を運んだ。彼は野球を見たいとの理由でリハーサルに行くことを拒むことがしばしばあった。あるときには、彼はワールド・シリーズを見るという理由でツアーに出るのを拒否したこともある。

## 死
1999年の末、サームはニューメキシコに休暇旅行をしようと考えた。彼は同州のタオスに住む友人を訪ねてから、サングレ・デ・クリスト山脈の小屋に向かい、その後サンフランシスコのダン・ヒーリーを訪ねる予定であった。サームは、テキサス州ボーニーに住む息子のショーンを短期間訪ねた後、ニューメキシコに向けて出発した。目的地までの過程でサームはショーンに電話をし、具合が悪く車を停めて嘔吐していると伝えた。サームはタオスのカチーナ・ロッジ・ホテルにチェックインした。ショーンはその後数日間彼に電話をかけ続けた。サームのガールフレンド、デボラ・ハンソンとショーンは、ニューメキシコまで飛行機で行って彼をテキサスまで車に乗せて帰ることを提案した。サームは当初、これを拒否したものの、自分でアルバカーキまで運転して、そこでハンソンと合流し、一緒にテキサスに帰ることに同意した。しかし、彼の病状は悪化し、彼は訪問医療を行なう医師について問い合わせをした。彼は救急外来を使うようにアドバイスを受けたものの、それをしなかった。1999年11月18日、サームはホテルの部屋で死亡している状態で発見された。地元当局は自然死と判断したものの、解剖の実施が命令された。解剖の結果、サームの死因は虚血性心疾患と判断され、心臓発作でなくなったと説明された。
オースティン・ミュージック・ネットワークは3時間に渡るサームの追悼番組を放送、オースティンのラジオ局KUTは、番組の一つを丸ごと彼の音楽の特集とした。彼の追悼コンサートが1999年12月、アントンズで開催されることが発表された。
1999年11月23日、サームの葬儀がサンアントニオのサンセット・メモリアル・ホームで執り行われた。葬儀所の外には拡声器が設置され、会場を訪れた推定1000人の弔問客に聞こえるようにした。オースティン・アメリカン・ステーツマン紙によると「参列者は年代、人種、社会的地位の線を超え、あらゆる人々がいた」という。故人との対面は1時間半に渡って行なわれ、参列者はサームの棺に記念品を置いて通過した。フレディ・フェンダーは、参列者の気を散らすことを避けるため、葬儀には参列しないことを決めた。ボブ・ディラン、ブルース・スプリングスティーン、当時テキサス州知事であったジョージ・W・ブッシュ、そしてウィリー・ネルソンは家族に連絡を入れて弔意を示した。とあるラジオ局による追悼番組は、故人との対面が想定より長く続き、天気予報の時間に食い込んでしまったために中止を余儀なくされた。サームはプライベートな式典によりサンアントニオのサンセット・メモリアル・パークに彼の母親、父親に並んで埋葬された。
2000年7月、前年にチェリー・リッジ・スタジオのセッションでレコーディングされた楽曲が没後のアルバム『The Return of Wayne Douglas』のタイトルでリリースとなっている。

## レガシー
長髪ともみあげ、サングラス、カウボーイ・ハットやブーツなどのウェスタン・スタイルの服装はサームのルックスを特徴づける要素となっていた。彼の音楽のスタイルはカントリー・ミュージック、ブルース、ロックンロール、ケイジャン・ミュージック、リズム・アンド・ブルース、ドゥーワップ、テハノミュージックといった要素を含んでいた。サンフランシスコ在住の時期にサイケデリック・ミュージックに、そして後になってジャズやボブ・ディランの楽曲にも影響を受けている。テキサス・マンスリー誌はサームの存在感について「衝動的で、荒々しく、エネルギーに溢れている」とし、一方で彼の語りは矢継ぎ早で、ヒッピーの隠語を使うことが特徴としている。マルチプレイヤーであったサームは、スティール・ギター、マンドリン、フィドル、エレクトリック・ギター、エレクトリック・ベース、ドブロ、バホセスト、ドラムス、ピアノといった楽器をマスターした。

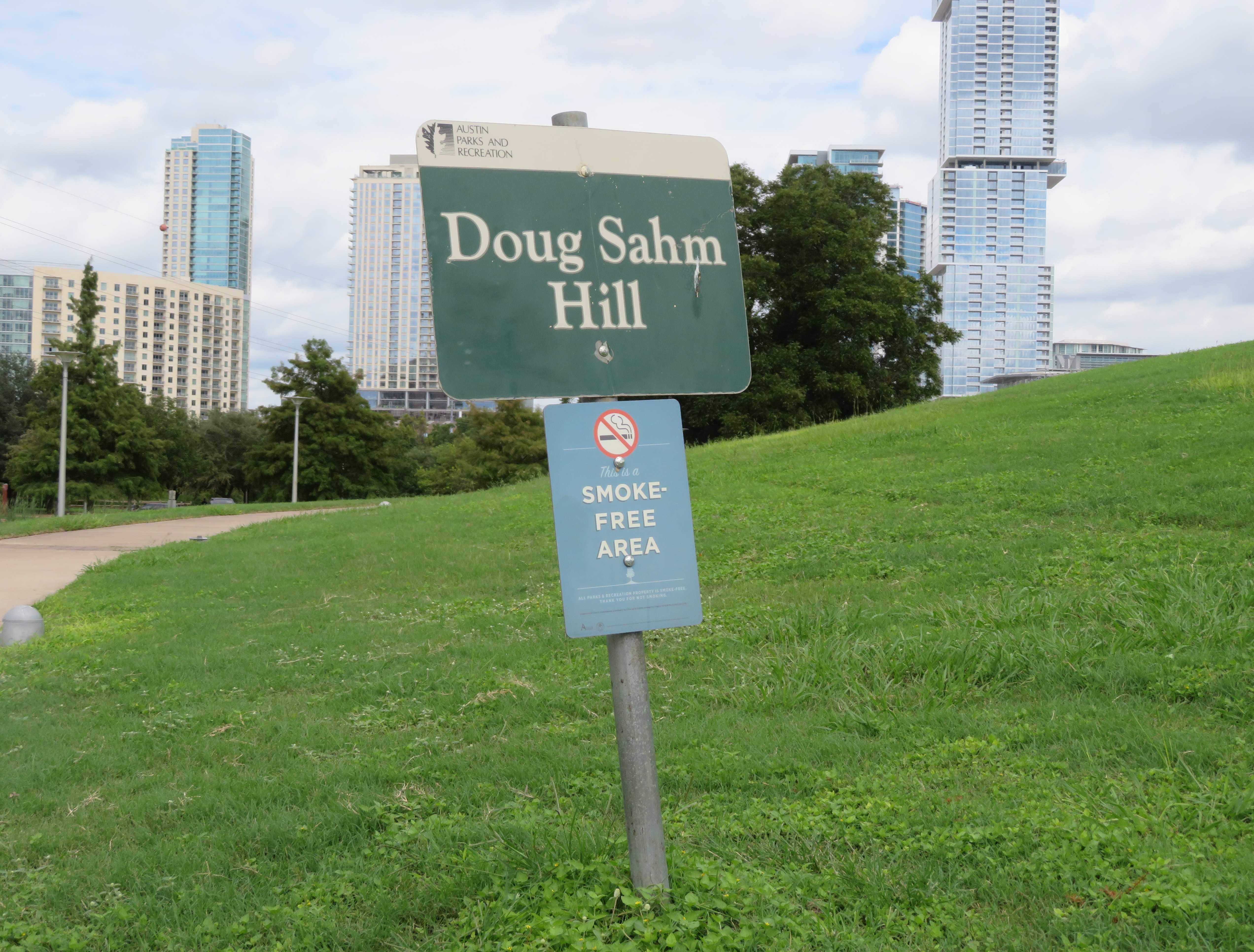
オースティンにある「Doug Sahm Hill」の標識。背景に高層ビル、ザ・インデペンデントが見える

ローリング・ストーン誌は「あらゆる形の最高のローンスター（テキサス）の音楽は、サームにとって宗教的存在であった」とした。同誌は、2017年に史上最高のカントリー・アーティスト100人の60位に彼を位置付けた。ビルボード誌は、サームを「テックスメックスの世界の中心的存在」とした。ニュー・ミュージカル・エクスプレスは、彼のことを「無報酬で活動するテキサス州とテキサスに関する全ての事項の広報担当者」と評した。ニューヨーク・タイムズは、サームを「テキサス・ロックとカントリー・ミュージックの族長である」との見解を示した。ローン・スター・ミュージック誌は彼のことを「サンアントニオ・ロックンロールのゴッドファーザー」と称した。オースティン・クロニクル紙は「もしテキサスに州のミュージシャンという役職が存在したなら、ダグラス・ウェイン・サームがその地位に就いただろう」とコメントした。オールミュージックはサームを「知識豊富で素晴らしく有能なテキサスの音楽スタイルのパフォーマー」とした。
サームは、オースティンのグラダループ・ストリートのドラァグと呼ばれる地域に存在する1974年の壁画「Austintatious」に描かれている。彼はオースティン音楽賞殿堂の1982-1983年の一団のひとりとして殿堂入りをした。2002年、アメリカーナ音楽協会は彼に会長賞を授与した。2002年10月13日、サンアントニオ市長、エド・ガルサはこの日を同市の「ダグ・サーム・デイ」にすると宣言した。2008年、オースティン音楽メモリアルは、最初のメモリアル入りのリストにサームを含めた。2008年4月10日、オースティン市委員会は、バトラー・メトロ公園内のスパイラル・ヒルをダグ・サーム・ヒルに改名する動議を承認した。同動議は彼の音楽業界における偉大な才能を認め、改名をするとした。公園の中で、この35-フート (11-メートル)の丘は最も標高の高い地点であり、オースティンの地平線が360度見渡せる。2009年11月に、アーテイストのデイヴィッド・ブランカスはサンアントニオ芸術コミュニティ壁画プログラムのために制作した「La Musica de San Anto」を完成させた。高さ141-by-17-フート (43-by-5.2-メートル)の壁画にはサームを始めとするテキサスのミュージシャンたちが描かれている。ブランカスは2020年にこの壁画を修復している。フェデリコ・アーチュレタもオースティンでサームを描いた壁画を制作している。
2009年には、サンアントニオのミュージシャンたちによるトリビュート・アルバム『Keep Your Soul: A Tribute to Doug Sahm』がリリースされた。サームの誕生日である2010年11月6日、ダグ・サーム・ヒルの頂上に記念碑が建てられた。記念碑には、ケリー・オーンによるサームのカリカチュアが描かれ、オースティン・クロニクルの音楽コラムニスト、マーガレット・モーサーによる短いバイオグラフィーが記されている。同じく2010年、ショーン・サム・アンド・ザ・テキサス・トルネードスは、アルバム『¡Está Bueno!』をリリース。ショーンとトルネードスの存命なメンバーがアルバムのプロモーションのためにツアーに出た。2015年、サームはサウス・テキサス音楽殿堂に加えられている。同年、音楽ライターのジョー・ニック・パトスキは、サームについてのドキュメンタリー映画『Sir Doug and the Genuine Texas Cosmic Groove』をサウス・バイ・サウスウエストで公開した。パトスキはロックの殿堂にサームを入れるべく、署名運動も開始している。映画は2022年に再度公開され、サンアントニオで開催された特別上映会ではサー・ダグラス・クインテットのオリジナル・メンバーであるマイヤーズとジャック・バーバーが参加したQ&Aセッションが行なわれた。音楽プロデューサーのケヴィン・コサブはサームのキャリアにおける記念品を展示した小さなミュージアムを開館した。
2023年のレコード・ストア・デイに合わせ、1971年ロサンゼルスのトルバドアでのサームのライヴ・パフォーマンスのサウンドボード・レコーディングが『Texas Tornado Live: Doug Weston's Troubadour, 1971』と題したアナログLPでリリースされた。同年、サン・ヴォルトはサームへのトリビュート・アルバム『Day Of The Doug』をリリースした。同作には12曲が収録され、ソロ・アーティスト時代からサー・ダグラス・クインテット、テキサス・トルネードスなどサームのキャリアを振り返る内容となっている。アルバムの冒頭と最後の部分にはサームが生前このバンドのジェイ・ファラーに残した電話のメッセージのレコーディングが使われている。

## ディスコグラフィー

### ソロ・アルバム
- 1973年『Doug Sahm and Band』(Atlantic)
- 1973年『Texas Tornado』(Atlantic)
- 1974年『Groover's Paradise』(Warner Brothers)
- 1976年『Texas Rock For Country Rollers』(ABC-Dot)
- 1980年『Hell Of A Spell』(Takoma)
- 1988年『Back to the 'Dillo』(Edsel)
- 1988年『Live』(Bear Family)
- 1989年『Juke Box Music』(Antone's)
- 1990年『Live In Japan』(Mobile Fidelity Sound Lab)
- 1995年『The Last Real Texas Blues Band Featuring Doug Sahm』(Antone's)
- 1998年『Get A Life (S.D.Q. '98)』(Munich)
- 2000年『The Return of Wayne Douglas』(Evangeline)
- 2007年『Live From Austin: Doug Sahm』(New West)
- 2013年『Inlaws and Outlaws: 1973 Radio Broadcast』(All Access)
- 2023年『Texas Tornado Live: Doug Weston's Troubadour, 1971』(Liberation Hall)

### サー・ダグラス・クインテット
- 1966年『The Best Of Sir Douglas Quintet』(Tribe)
- 1968年『Sir Douglas Quintet+2=Honkey Blues』(Smash)
- 1969年『Mendocino』(Smash)
- 1970年『Together After Five』(Smash)
- 1970年『1+1+1=4』(Philips)
- 1971年『The Return Of Doug Saldaña』(Philips)
- 1973年『Rough Edges』(Mercury)
- 1977年『The Tracker』(Crazy Cajun)
- 1977年『Live Love』(The Texas Re-Cord Co.)
- 1978年『Don Goldie With The Sir Douglas Quintet』(Crazy Cajun)
- 1980年『Motive』(Mercury)
- 1981年『Border Wave』 (Takoma)
- 1983年『The Sir Douglas Quintet Live』(Takoma)
- 1983年『Midnight Sun』(Sonet)
- 1984年『Rio Medina』(Sonet)
- 1985年『Luv Ya' Europa』(Sonet)
- 1994年『Daydreaming At Midnight』(Elektra)

### テキサス・トルネードス
- 1990年『Texas Tornados』(Reprise)
- 1990年『Los Texas Tornados』(Reprise)
- 1991年『Zone Of Our Own』(Reprise)
- 1992年『Hangin' On By A Thread』(Reprise)
- 1994年『Best Of The Texas Tornados』(Reprise)
- 1996年『4 Aces』(Reprise)
- 1999年『Live from the Limo, Vol. 1』(Virgin)
- 2005年『Live from Austin, TX』(New West)

### コラボレーション・アルバム
- 1982年『Still Growin』(Sonet) ※マイヤーズとの共作
- 1983年『The "West Side" Sound Rolls Again』(Teardrop) ※マイヤーズとの共作
- 1983年『Tex-Mex Breakdown』(Sonet) ※マイヤーズ、ヒメネスとの共作
- 1987年『The Return of the Formerly Brothers』(Stony Plain) ※エイモス・ギャレット、ジーン・テイラーとの共作
- 1989年『Who Are These Masked Men?』(Rykodisc) ※テキサス・マヴェリックス
- 1994年『Day Dreaming at Midnight』(Rykodisc) ※シャンドン、ショーンとの共作